# Jean Dufy

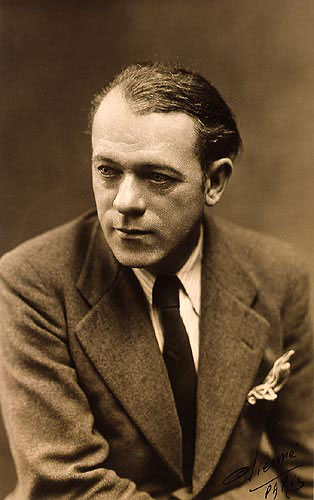
Jean Dufy

Jean Dufy (* 1888 in Le Havre; † 12. Mai 1964 in Boussay, Département Indre-et-Loire) war ein französischer Maler und Bruder von Raoul Dufy.

## Leben
Jean Dufy wurde 1888 in Le Havre geboren und entstammte einer kinderreichen und musisch-künstlerisch begabten Familie. Er begann mit einer kaufmännischen Lehre und entdeckte erst nach und nach seine Liebe zur Malerei. Der Besuch einer Ausstellung in Le Havre war 1906 der Schlüssel für seine Entscheidung, Künstler zu werden. Nach seinem Militärdienst von 1910 bis 1912 zog er nach Paris und traf dort mit verschiedenen Künstlern und Literaten zusammen.
1914 präsentierte Dufy erstmals seine Aquarelle in der „Galerie Berthe Weill“ in Paris und fand große Anerkennung. Dadurch gestärkt arbeitete er unermüdlich weiter und zeichnete und malte vorwiegend Landschaften, Blumen- oder Tiermotive. 1916 arbeitete er zusammen mit seinem Bruder Raoul für das bekannte Textil-Atelier „Bianchini-Férier“; über dreißig Jahre gestaltete er die Blumen- und Tiermotive für die Porzellanmanufaktur Théodore Haviland in Limoges.
1925 erhielt Jean Dufy für das Dekor des Services „Châteaux de France“ die Goldmedaille auf der Exposition internationale des Arts Décoratifs et industriels modernes in Paris. 1920 kehrte er nach Paris zurück und wohnte im Künstlerviertel am Montmartre, in direkter Nachbarschaft zu Georges Braque. Die folgenden Jahre waren geprägt von einer regen Ausstellungstätigkeit sowohl mit seiner Malerei, als auch mit Porzellankunst. Die Musik und Kunst der Pariser Kulturszene in der Nachkriegszeit beeinflussten Jean Dufy in seiner farblichen Ausdruckskraft entscheidend, aber gleichzeitig zog es ihn auch immer wieder in die Natur und zu Landschaftsdarstellungen.
Für die Pariser Weltfachausstellung von 1937 erhielt Jean Dufy zusammen mit seinem Bruder Raoul vom Generaldirektor der „Compagnie parisienne de distribution de l’électricité“ den Auftrag zur Ausgestaltung der 600 Quadratmeter großen Decke für deren „Pavillon der Elektrizität“. 
In den Jahren 1950 bis 1960 unternahm Jean Dufy zahlreiche Auslandsreisen (Europa und Nordafrika), deren Eindrücke sich in seinen Arbeiten widerspiegeln. Dennoch blieb die Stadt Paris sein bevorzugtes und inspirierendes Stadtmotiv, welches er in zahlreichen Ölbildern und Aquarellen verewigte – die Stadttore, die Straßen, Plätze, Kutschen, den Eiffelturm und die Seine. In seinem Werk fand Jean Dufy seine eigene Bildsprache, die sich durch eine heiter-leuchtende Farbigkeit auszeichnet. Er bevorzugte eine kräftige Farbpalette und nutzte Farben als magische Lichtquelle.
Am 12. Mai 1964, zwei Monate nach dem Tod seiner Frau Ismérie, starb Jean Dufy in Boussay.

## Werke
Seine Werke sind heute in den angesehensten europäischen und amerikanischen Museen wie dem Musée National d’Art Moderne und dem Centre Pompidou in Paris, der Albertina in Wien, dem Art Institute of Chicago und dem Museum of Modern Art in New York zu sehen. 
Bis heute ist das Werk von Raul Dufy bekannter in Frankreich, ohne jedoch die Qualität von Jean Dufy in Frage zu stellen. Jean Dufy stellte hingegen erfolgreich in New Yorker Kunstgalerien aus.
- Nature morte à la tasse (1921),
- Le cirque (1927)
- Le quai Videcoq (1929)
- Place de la Concorde (1950/52)[6]
- Venise, le palais des Doges (1955/57)[7]
- Le pont du Carrousel (ca. 1960)[8]

## Belege
1. ↑  http://www.fplusd.org/kultur-und-alltagsleben/museen-und-theater/die-brueder-jean-und-raoul-dufy-zwei-maler-zwischen-komplizitaet-und-gegensaetzen/?PHPSESSID=rtkd3m3rph61qr@1@2Vorlage:Toter+Link/www.fplusd.org+(Seite+nicht+mehr+abrufbar,+festgestellt+im+April+2018.+Suche+in+Webarchiven) Datei:Pictogram+voting+info.svg Info:+Der+Link+wurde+automatisch+als+defekt+markiert.+Bitte+prüfe+den+Link+gemäß+Anleitung+und+entferne+dann+diesen+Hinweis.
2. ↑  https://www.fine-art-auctions.de/jean-dufy-1888.php
3. ↑   (Seite nicht mehr abrufbar, festgestellt im März 2024. Suche in Webarchiven)  Info: Der Link wurde automatisch als defekt markiert. Bitte prüfe den Link gemäß Anleitung und entferne dann diesen Hinweis.
4. ↑  http://www.fplusd.org/kultur-und-alltagsleben/museen-und-theater/die-brueder-jean-und-raoul-dufy-zwei-maler-zwischen-komplizitaet-und-gegensaetzen/?PHPSESSID=rtkd3m3rph61qr@1@2Vorlage:Toter+Link/www.fplusd.org+(Seite+nicht+mehr+abrufbar,+festgestellt+im+April+2018.+Suche+in+Webarchiven) Datei:Pictogram+voting+info.svg Info:+Der+Link+wurde+automatisch+als+defekt+markiert.+Bitte+prüfe+den+Link+gemäß+Anleitung+und+entferne+dann+diesen+Hinweis.
5. ↑   (Seite nicht mehr abrufbar, festgestellt im März 2024. Suche in Webarchiven)  Info: Der Link wurde automatisch als defekt markiert. Bitte prüfe den Link gemäß Anleitung und entferne dann diesen Hinweis.
6. ↑  http://www.jean-dufy.com/ger/328.htm@1@2Vorlage:Toter+Link/www.jean-dufy.com+(Seite+nicht+mehr+abrufbar,+festgestellt+im+April+2018.+Suche+in+Webarchiven) Datei:Pictogram+voting+info.svg Info:+Der+Link+wurde+automatisch+als+defekt+markiert.+Bitte+prüfe+den+Link+gemäß+Anleitung+und+entferne+dann+diesen+Hinweis.
7. ↑  http://www.jean-dufy.com/ger/723.htm@1@2Vorlage:Toter+Link/www.jean-dufy.com+(Seite+nicht+mehr+abrufbar,+festgestellt+im+April+2018.+Suche+in+Webarchiven) Datei:Pictogram+voting+info.svg Info:+Der+Link+wurde+automatisch+als+defekt+markiert.+Bitte+prüfe+den+Link+gemäß+Anleitung+und+entferne+dann+diesen+Hinweis.
8. ↑  http://www.jean-dufy.com/ger/92.htm@1@2Vorlage:Toter+Link/www.jean-dufy.com+(Seite+nicht+mehr+abrufbar,+festgestellt+im+April+2018.+Suche+in+Webarchiven) Datei:Pictogram+voting+info.svg Info:+Der+Link+wurde+automatisch+als+defekt+markiert.+Bitte+prüfe+den+Link+gemäß+Anleitung+und+entferne+dann+diesen+Hinweis.

| Personendaten    | Personendaten       |
| ---------------- | ------------------- |
| NAME             | Dufy, Jean          |
| KURZBESCHREIBUNG | französischer Maler |
| GEBURTSDATUM     | 1888                |
| GEBURTSORT       | Le Havre            |
| STERBEDATUM      | 12. Mai 1964        |
| STERBEORT        | Boussay             |